# Corpus vasorum antiquorum

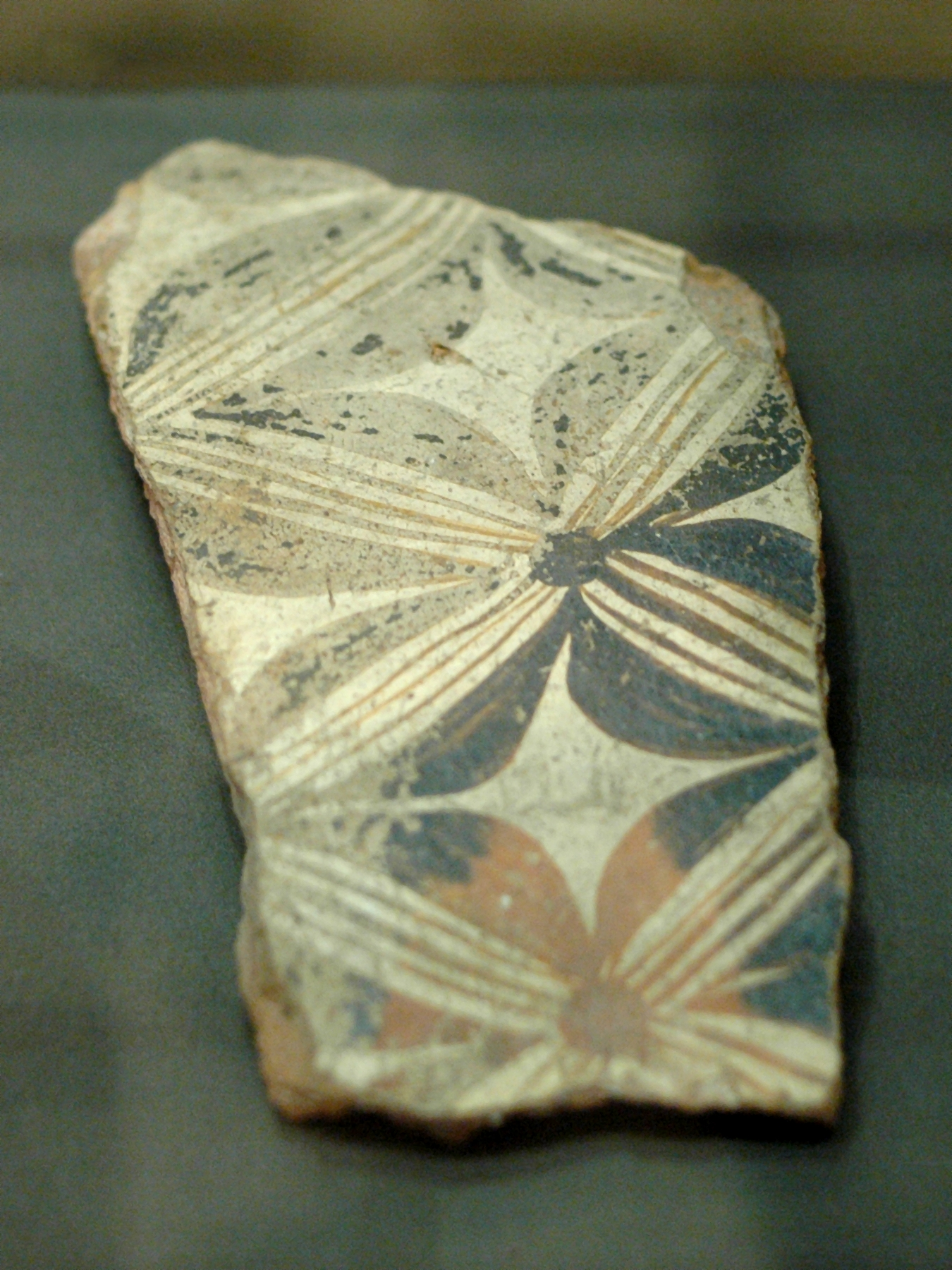
Fragment velké terakotové nádoby nalezené na ostrově Kréta, palác Knóssos, asi 1450 až 1400 př. n. l.

Corpus vasorum antiquorum (lat. „Soubor starověkých nádob“, zkratka CVA) je velký mezinárodní projekt, jehož cílem je katalogizovat a zpřístupnit všechny zachované antické keramické nádoby, pokud jsou nějak umělecky zajímavé. Od roku 2004 jsou jeho výsledky přístupné i na WEBu.

## Historie
Projekt vznikl z iniciativy francouzského vědce Edmonda Pottiera roku 1919, kdy se sešli zástupci 6 zemí a dohodli společná pravidla a formát publikace. První svazek, Louvre 1 vyšel roku 1922 v Pottierově redakci. Postupně se k projektu připojilo celkem 26 zemí, které vydaly přes 350 svazků, v nichž je popsáno a vyobrazeno asi 40 tisíc předmětů z období od 7. tisíciletí př. n. l. do konce antiky (3.-5. století). Projekt koordinuje Union académique internationale v Bruselu a publikují se jen předměty z veřejných sbírek. Z českých sbírek vyšly v letech 1978–2000 čtyři svazky, dva věnované sbírce Univerzity Karlovy a po jednom sbírkám Národního muzea a Západočeského muzea v Plzni.